# Dolomedes mizhoanus
Dolomedes mizhoanus är en spindelart som beskrevs av Kishida 1936. Dolomedes mizhoanus ingår i släktet Dolomedes och familjen vårdnätsspindlar. Inga underarter finns listade i Catalogue of Life.

## Föda
Arten har observerats predera på fisk.